# Territoriale geschillen in de Perzische Golf
Dit artikel gaat over territoriale geschillen tussen staten in en rond de Perzische Golf in Zuidwest-Azië. Deze staten zijn Iran, Irak, Koeweit, Saoedi-Arabië, Bahrein, Qatar, de Verenigde Arabische Emiraten (VAE) en Oman.

## Achtergrond
Voor het olietijdperk deden de Perzische Golfstaten weinig moeite om hun territoria af te bakenen. Leden van Arabische stammen voelden loyaliteit aan hun stam of sheikh en zwierven vaak door de Arabische woestijn, afhankelijk van de behoeften van hun kuddes. Officiële grenzen betekenden weinig en het concept van trouw aan een afzonderlijke politieke eenheid ontbrak. Georganiseerde autoriteit was beperkt tot havens en oases. 
Onder toezicht van de Britse regering werden de hedendaagse grenzen van Koeweit, Irak en de provincie Al-Hasa in 1922 in Uqair afgebakend. De ondertekening van de eerste olieconcessies in de jaren 1930 gaf een nieuwe impuls aan het proces. Binnenlandse grenzen werden nooit goed afgebakend, waardoor er mogelijkheden voor onenigheid ontstonden, vooral in gebieden met de meest waardevolle olievoorraden. Tot 1971 handhaafden door de Britten geleide troepen de vrede en orde in de Perzische Golf en bemiddelden Britse functionarissen bij lokale ruzies. Na de terugtrekking van deze troepen en functionarissen kwamen oude territoriale claims en onderdrukte stamvijandigheden weer naar boven. Het concept van de moderne staat, dat door de Europese mogendheden in de Perzische Golfregio werd geïntroduceerd, en het plotselinge belang van grenzen om het eigendom van olievoorraden te definiëren, leidden tot acute territoriale geschillen.

## Iraanse aanspraken op Bahrein

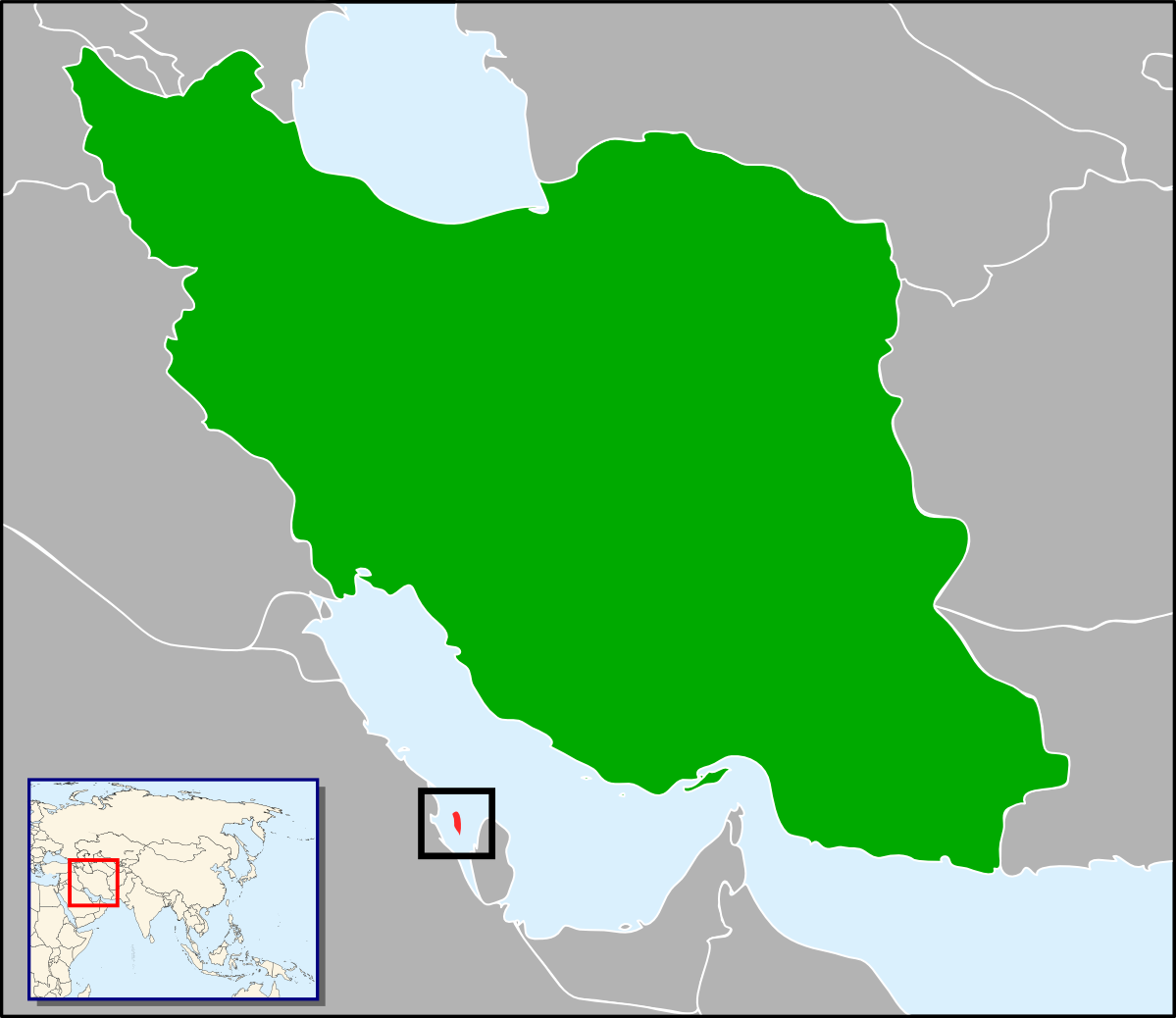
Iran in het groen en Bahrein in het rood.

Iran heeft vaak aanspraak gemaakt op Bahrein, gebaseerd op zijn geschiedenis als een prominent onderdeel van het Perzische Rijk, zijn 17de-eeuwse nederlaag van de Portugezen en zijn daaropvolgende bezetting van de Bahreinse archipel gedurende vele eeuwen. De Arabische clan van de Khalifa, die sinds de 18de eeuw de heersende familie van Bahrein is, heeft vaak loyaliteit getoond aan Iran (Perzië) toen geschillen met de Britten werden aangekaart door de Iraanse vlag op officiële gebouwen te hijsen in de laatste jaren van de 19de eeuw. Iran reserveerde in ruil daarvoor twee zetels voor Bahrein in zijn parlement, van 1906 tot 1971, als "14e provincie" van Iran. 
De laatste sjah van Iran, Mohammad Reza Pahlavi, bracht de kwestie Bahrein ter sprake bij de Britten toen zij zich in 1971 terugtrokken uit gebieden ten oosten van het Suezkanaal. Iran stelde een beperkte, door de Verenigde Naties (VN) gesponsorde opiniepeiling voor om het lot van Bahrein te bepalen. De Verenigde Naties verklaarden dat de beperkte publieke opinie (geleid onder ernstige beperkingen met betrekking tot een selecte groep tribale en politieke elite) de onafhankelijkheid had begunstigd. Iran erkende de uitkomst en Bahrein werd officieel onafhankelijk verklaard.

## Abu Musa, Grote en Kleine Tunbs

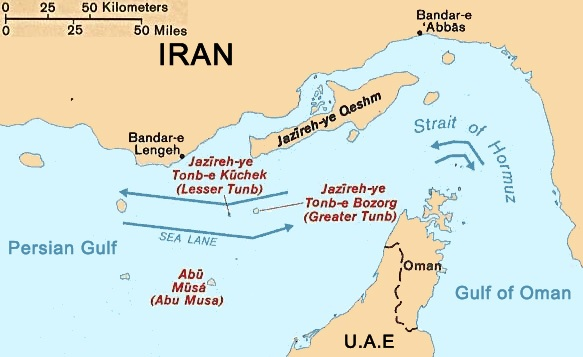
Abu Musa, Grote en Kleine Tunbs in de Straat van Hormuz.

In 1971, nadat de Britten het gebied hadden verlaten, claimden Iraanse troepen de eilanden Abu Musa, Grote en Kleine Tunbs, gelegen aan de monding van de Perzische Golf tussen Iran en de Verenigde Arabische Emiraten. De Iraniërs maakten aanspraken op de eilanden. Iran bleef de eilanden in 1993 behouden en zijn actie bleef een bron van onenigheid met de Verenigde Arabische Emiraten, een land dat aanspraak maakte op autoriteit op grond van de overdracht van de eilanden door Groot-Brittannië aan de emiraten Sharjah en Ras al-Khaimah. Groot-Brittannië had echter ook ingestemd om de Iraniërs volledige autoriteit te geven in ruil voor de intrekking van Iraanse claim op Bahrein. 
Eind 1992 hadden Sharjah en Iran overeenstemming bereikt met betrekking tot Abu Musa, maar Ras al-Khaimah had geen schikking bereikt met Iran met betrekking tot Grote en Kleine Tunbs. De Verenigde Arabische Emiraten hebben geprobeerd het geschil voor te leggen aan het Internationaal Gerechtshof, maar Iran weigerde. Teheran beweert dat de eilanden altijd al eigendom van het land zijn geweest, aangezien het land nooit afstand heeft gedaan van de eilanden en dat ze deel uitmaken van Iraans grondgebied.

## Bahrein en Qatar

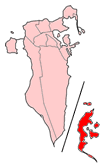
De Hawar-eilanden in het rood.

Vanaf 1936 waren Qatar en Bahrein betrokken bij territoriale geschillen over de Hawar-eilanden, Fasht Al Azm, Fasht Dibal, Qit'at Jaradah en Zubarah. Het grootste geschil was het Fasht Dibal-conflict in 1985, nadat Bahrein begon met de bouw van forten op het eiland. Qatar beschouwde de bouw als een schending van een bestaande overeenkomst die in 1978 was gesloten. In april 1986 arriveerden Qatarese troepen per helikopter op het eiland en verklaarden het tot een 'beperkte zone'. Ze arresteerden verschillende Bahreinse functionarissen en 29 bouwvakkers die waren ingehuurd door het Nederlandse aannemersbedrijf Ballast Nedam. Op 12 mei 1986 bereikten Bahrein en Qatar, na protesten van Nederland en bemiddeling door verschillende GCC-lidstaten, een schikking, waarna de buitenlandse arbeiders werden vrijgelaten. Qatarese troepen evacueerden het eiland op 15 juni 1986.
In 1991 laaide het geschil weer op nadat Qatar een procedure had aangespannen om het Internationaal Gerechtshof (ICJ) in Den Haag, in Nederland, te laten beslissen of het jurisdictie had. De twee landen wisselden klachten uit dat hun respectieve marineschepen elkaars scheepvaart in betwiste wateren hadden lastiggevallen. In 1996 boycotte Bahrein de GCC-top in Qatar, met de bewering dat de laatste top in Qatar in 1990 werd gebruikt als platform om hun territoriale claims op de andere GCC-staten te herhalen. Ze noemden ook de Qatarese inval in Fasht Dibal in 1986 als reden om niet aanwezig te zijn. De geschillen werden op 16 maart 2001 opgelost door het Internationaal Gerechtshof, waarbij beide partijen gelijke hoeveelheden land kregen, waarbij Bahrein de Hawar-eilanden (exclusief het Janan-eiland), Qit'at Jaradah en Fasht Al Azm kreeg, terwijl Qatar Zubarah, Fasht Dibal en het Janan-eiland kreeg.

## Irak en Koeweit

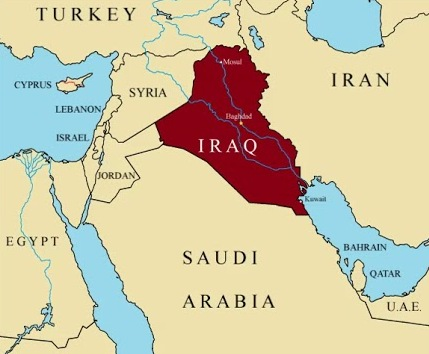
Irak na de annexatie van Koeweit.

Als voorwendsel voor zijn invasie van Koeweit in 1990, deed Saddam Hoessein een lang bestaande Iraakse claim op heel Koeweit herleven, gebaseerd op de grenzen van het vroegere Ottomaanse Rijk. Het Ottomaanse Rijk had eind 19de eeuw een wankele soevereiniteit uitgeoefend over Koeweit, maar het gebied kwam in 1899 onder Britse bescherming. In 1932 bevestigde Irak informeel zijn grens met Koeweit, die eerder door de Britten was afgebakend. In 1961, na de onafhankelijkheid van Koeweit en de terugtrekking van Britse troepen, bevestigde Irak zijn claim op het emiraat opnieuw, gebaseerd op het feit dat de Ottomanen het hadden toegevoegd aan de provincie Basra. Britse troepen en vliegtuigen werden snel teruggestuurd naar Koeweit. Een door Saoedi-Arabië geleide troepenmacht van 3.000 man van de Arabische Liga die Koeweit steunde tegen Iraakse druk, verving hen al snel.
De grenskwestie kwam opnieuw aan de orde toen de Baath-partij in Irak aan de macht kwam na een revolutie in 1963. De nieuwe regering erkende officieel de onafhankelijkheid van Koeweit en de grenzen die Irak in 1932 had geaccepteerd. Irak herstelde desondanks zijn aanspraken op de eilanden Bubiyan en Warbah in 1973 en verzamelde troepen aan de grens. Tijdens de oorlog tussen Iran en Irak van 1980-1988 drong Irak aan op een langetermijnlease van de eilanden om zijn toegang tot de Perzische Golf en zijn strategische positie te verbeteren. Hoewel Koeweit Irak afwees, bleven de betrekkingen gespannen door grenskwesties en onbesliste onderhandelingen over de status van de eilanden.
In augustus 1991 beschuldigde Koeweit een troepenmacht van Irakezen, gesteund door kanonneerboten, ervan Bubiyan te hebben aangevallen, waarna de macht was teruggeslagen en veel van de indringers waren gevangengenomen. VN-onderzoekers ontdekten dat de Irakezen afkomstig waren van vissersboten en waarschijnlijk op zoek waren naar militaire voorraden die na de Golfoorlog waren achtergelaten. Koeweit werd ervan verdacht het incident te hebben overdreven om de noodzaak van internationale steun tegen de aanhoudende vijandigheid van Irak te benadrukken.
Nadat de soevereiniteit in 2004 was teruggekeerd naar Irak, onderhandelde Koeweit een 5 km "Area of "Separation"- overeenkomst met de regering van Irak als onderdeel van Resolutie 833. Die overeenkomst liep af in 2016, maar geen van beide regeringen stuurde militaire troepen naar de zone. Er ontstonden spanningen door geschillen over bevaarbare wateren die onder de overeenkomst vielen, waaronder het estuarium van Khor Abdullah.
Er hebben zich ook kleinere incidenten voorgedaan, voornamelijk langs de hoofdweg die de twee landen verbindt bij het grenscontrolepunt dat bekendstaat als "K Crossing". Hieronder vallen kleine protesten met vuurwapens, militante dreigementen om wraak te nemen voor "Koeweitse invallen" en "Het Pajero-incident". Dit incident betrof een gerapporteerde nadering van het grensovergangspunt door verschillende agenten die zich om een nabijgelegen rangecomplex heen manoeuvreerden. Het incident werd vernoemd naar het voertuig dat het team vervoerde, dat in Koeweit veel wordt gebruikt en de Pajero wordt genoemd. Dit incident werd naar verluidt veroorzaakt door een navigatiefout van een operator die bekendstaat als "Harder". Hoewel er geen vijandelijkheden ontstonden, ontstonden er wel verschillende bijna-ongelukken toen "Zeh"-politievoertuigen met hoge snelheid probeerden te reageren. Het Koeweitse ministerie van Binnenlandse Zaken (MOI) heeft gemeld dat IS geen bedreiging vormt voor de grens met Koeweit.

## Verenigde Arabische Emiraten en Saoedi-Arabië

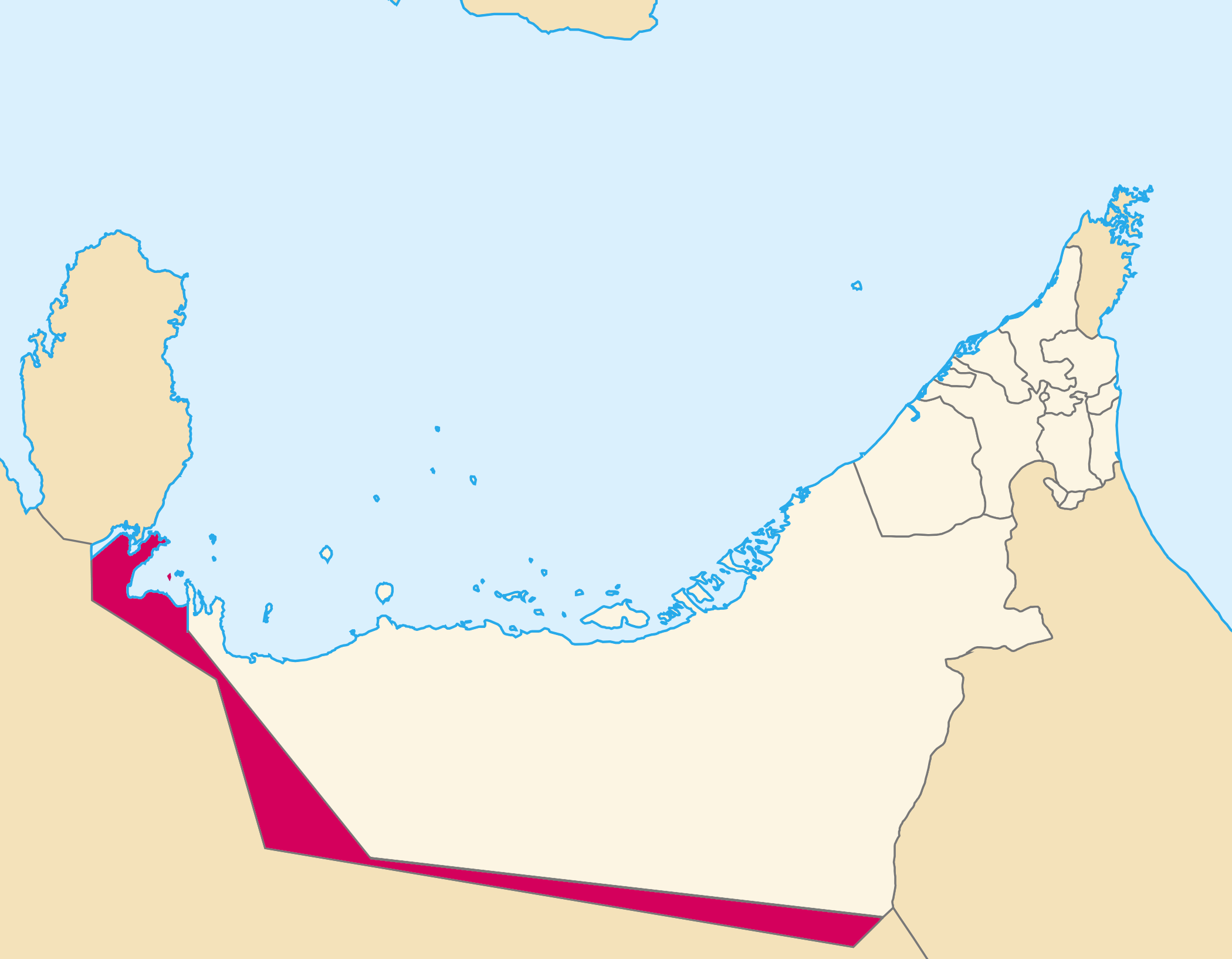
Kaart van de Verenigde Arabische Emiraten met het geschatte verschil tussen de grens van Saoedi-Arabië vóór en na het Verdrag van Jeddah uit 1974.

Er zijn twee geschillen tussen de twee landen over de territoriale wateren die worden geclaimd door het land dat eigendom is van Saoedi-Arabië tussen Qatar en de Verenigde Arabische Emiraten.
Er wordt aangenomen dat de oostzijde inbreuk maakt op de territoriale wateren van de Verenigde Arabische Emiraten en dat dit heeft geleid tot kleine schermutselingen tussen de twee landen.
Het tweede geschil ligt in de ongebruikelijke omvang van deze wateren vanaf de kustlijn van Saoedi-Arabië, wat verklaart hoe het bovenstaande gebied verder reikt dan verwacht door de Verenigde Arabische Emiraten en wordt gerechtvaardigd door Saoedi-Arabië. Hoewel er geen kaart op internet bestaat, wordt aangenomen dat er een corridor bestaat langs de maritieme grens van Qatar/Verenigde Arabische Emiraten aan de Qatarese kant die zich uitstrekt tot aan de maritieme grens van Iran. Hiernaar is verwezen in documenten die zijn ingediend bij de Verenigde Naties. Het was te verwachten dat Iran ook een corridor zou betwisten die hen rechtstreeks verbindt met Saoedi-Arabië.

## Al Buraimi
Een bijzonder lang en bitter meningsverschil betrof claims over de Al Buraimi-oase, die sinds de 19de eeuw betwist werden door stammen uit Saoedi-Arabië, Abu Dhabi en Oman. Hoewel de stammen die in de negen nederzettingen van de oase woonden afkomstig waren uit Oman en Abu Dhabi, hadden de Saoedi's het gebied periodiek bezet en er belasting van geëist. Olieprospectie begon in de jaren 1930 toen de Iraq Petroleum Company dochterondernemingen oprichtte om het gebied te verkennen en te onderzoeken. Eind jaren 1940 begonnen Aramco-onderzoeksgroepen met het onderzoeken van het grondgebied van Abu Dhabi met gewapende Saoedische bewakers. De zaken bereikten een hoogtepunt met een geweldloze confrontatie tussen Abu Dhabi en Saoedi-Arabië in 1949, bekend als het "Stobart-incident", genoemd naar een Britse politieke officier uit die tijd. In 1952 stuurden de Saoedi-Arabieren een kleine politiemacht onder Mohammed Bin Nasser bin Ibrahim Al-Ghoson en zijn vice Turki bin Abdullah al Otaishan om Hamasa, een dorp in de Buraimi-oase, te bezetten. Toen de arbitragepogingen in 1955 mislukten, stuurden de Britten de Trucial Oman Scouts om het Saoedische contingent te verdrijven. Nadat de Britten zich uit de Perzische Golf hadden teruggetrokken, werd er een regeling getroffen tussen emir Zayed bin Sultan Al Nahyan van Abu Dhabi en koning Faisal van Saoedi-Arabië. Onder het Verdrag van Jeddah (1974) erkende Saoedi-Arabië de claims van Abu Dhabi en Oman op de oase. In ruil daarvoor stemde Abu Dhabi ermee in om Saoedi-Arabië een landcorridor naar de Golf bij Khor Al Adaid en de olie uit een betwist olieveld te verlenen. Sommige weide- en waterrechten bleven in geschil. In maart 1990 legde Saoedi-Arabië haar grenzen met Oman vast in een overeenkomst die ook voorzag in gedeelde weiderechten en gebruik van waterbronnen. De exacte details van de grens werden niet bekendgemaakt. Recenter heeft een geschil over het Dolphin Gas Project geleid tot hernieuwde belangstelling voor de overeenkomst uit 1974.

## Musandam
Vroeger was de fysieke scheiding van het zuidelijke deel van Oman van zijn grondgebied op het schiereiland Musandam een bron van wrijving tussen Oman en de verschillende aangrenzende emiraten die in 1971 de Verenigde Arabische Emiraten werden. De meningsverschillen over het betwiste gebied leken te zijn afgenomen na het begin van de Iran-Irakoorlog in 1980.